# Suecia en la Copa Mundial de Fútbol de 2006
La selección de Suecia fue uno de los 32 países participantes de la Copa Mundial de Fútbol de 2006, realizada en Alemania.
Suecia participó en primera ronda en el Grupo B, integrado también por Inglaterra, Paraguay y Trinidad y Tobago. En su primer encuentro, tuvo un sorpresivo empate sin goles ante la debutante Trinidad y Tobago. Ante Paraguay, el encuentro fue extremadamente parejo entre ambas selecciones que ambicionaban pasar a la segunda ronda. Cuando parecía que el 0:0 sería el resultado final, Fredrik Ljungberg anotó en los últimos minutos. En el último partido del grupo, los suecos enfrentaron a los ingleses. Luego de dos partidos donde no tuvieron un desempeño destacable, Suecia mejoró notablemente y puso en jaque al combinado británico en uno de los partidos más destacados de la primera ronda. El encuentro terminó con un empate 2:2, lo que permitió la clasificación a segunda fase.
En los octavos de final, los suecos enfrentaron a Alemania. Los suecos no pudieron igualar el nivel demostrado en el partido previo y fueron superados ampliamente por los locales. El alemán Lukas Podolski anotaría a los 4' y 12', goles que serían irremontables para la escuadra sueca. Tras perder por 2:0, Suecia quedaría eliminada del torneo tras una olvidable participación.

## Clasificación

### Grupo 8
| Pos. | Equipo   | Pts. | PJ | G | E | P | GF | GC | Dif. | Clasificación |     | CRO | SWE | BUL | HUN | ISL | MLT |
| ---- | -------- | ---- | -- | - | - | - | -- | -- | ---- | ------------- | --- | --- | --- | --- | --- | --- | --- |
| 1    | Croacia  | 24   | 10 | 7 | 3 | 0 | 21 | 5  | +16  | Clasificado   |     | —   | 1–0 | 2–2 | 3–0 | 4–0 | 3–0 |
| 2    | Suecia   | 24   | 10 | 8 | 0 | 2 | 30 | 4  | +26  | Clasificado   |     | 0–1 | —   | 3–0 | 3–0 | 3–1 | 6–0 |
| 3    | Bulgaria | 15   | 10 | 4 | 3 | 3 | 17 | 17 | 0    |               |     | 1–3 | 0–3 | —   | 2–0 | 3–2 | 4–1 |
| 4    | Hungría  | 14   | 10 | 4 | 2 | 4 | 13 | 14 | −1   |               | 0–0 | 0–1 | 1–1 | —   | 3–2 | 4–0 |     |
| 5    | Islandia | 4    | 10 | 1 | 1 | 8 | 14 | 27 | −13  |               | 1–3 | 1–4 | 1–3 | 2–3 | —   | 4–1 |     |
| 6    | Malta    | 3    | 10 | 0 | 3 | 7 | 4  | 32 | −28  |               | 1–1 | 0–7 | 1–1 | 0–2 | 0–0 | —   |     |

 Fuente: 

## Jugadores
Datos corresponden a situación previo al inicio del torneo
| #     | Nombre                | Posición      | Edad | PJ Sel | Club                |
| ----- | --------------------- | ------------- | ---- | ------ | ------------------- |
| 1     | Andreas Isaksson      | Portero       | 24   | 39     | Stade Rennais       |
| 2     | Mikael Nilsson        | Defensa       | 27   | 27     | Panathinaikos       |
| 3     | Olof Mellberg         | Defensa       | 28   | 64     | Aston Villa         |
| 4     | Teddy Lučić           | Defensa       | 32   | 81     | Häcken              |
| 5     | Erik Edman            | Defensa       | 27   | 37     | Stade Rennais       |
| 6     | Tobias Linderoth      | Mediocampista | 27   | 58     | København           |
| 7     | Niclas Alexandersson  | Mediocampista | 34   | 87     | Göteborg            |
| 8     | Anders Svensson       | Mediocampista | 29   | 66     | Elfsborg            |
| 9     | Fredrik Ljungberg     | Mediocampista | 29   | 57     | Arsenal             |
| 10    | Zlatan Ibrahimović    | Delantero     | 24   | 38     | Juventus            |
| 11    | Henrik Larsson        | Delantero     | 34   | 89     | Barcelona           |
| 12    | John Alvbåge          | Portero       | 23   | 2      | Viborg              |
| 13    | Petter Hansson        | Defensa       | 29   | 13     | Heerenveen          |
| 14    | Fredrik Stenman       | Defensa       | 23   | 1      | Bayer 04 Leverkusen |
| 15    | Karl Svensson         | Defensa       | 22   | 1      | Göteborg            |
| 16    | Kim Källström         | Mediocampista | 23   | 34     | Stade Rennais       |
| 17    | Johan Elmander        | Delantero     | 25   | 18     | Brøndby             |
| 18    | Mattias Jonson        | Mediocampista | 32   | 53     | Djurgårdens         |
| 19    | Daniel Andersson      | Mediocampista | 28   | 47     | Malmö               |
| 20    | Marcus Allbäck        | Delantero     | 32   | 56     | København           |
| 21    | Christian Wilhelmsson | Mediocampista | 26   | 29     | Anderlecht          |
| 22    | Markus Rosenberg      | Delantero     | 23   | 8      | Ajax de Ámsterdam   |
| 23    | Rami Shaaban          | Portero       | 30   | 2      | Fredrikstad         |
| D. T- | Lars Lagerbäck        |               |      |        |                     |

## Participación

### Enfrentamientos previos
| Fecha                   | Lugar      |        |                   | Resultado |                           |                |
| ----------------------- | ---------- | ------ | ----------------- | --------- | ------------------------- | -------------- |
| 12 de noviembre de 2005 | Seúl       | Suecia | Bandera de Suecia | 2:2 (1:1) | Bandera de Corea del Sur  | Corea del Sur  |
| 18 de enero de 2006     | Riad       | Suecia | Bandera de Suecia | 1:1 (1:0) | Bandera de Arabia Saudita | Arabia Saudita |
| 23 de enero de 2006     | Abu Dabi   | Suecia | Bandera de Suecia | 0:0       | Bandera de Jordania       | Jordania       |
| 1 de marzo de 2006      | Dublín     | Suecia | Bandera de Suecia | 0:3 (0:1) | Bandera de Irlanda        | Irlanda        |
| 25 de mayo de 2006      | Gotemburgo | Suecia | Bandera de Suecia | 0:0       | Bandera de Finlandia      | Finlandia      |
| 2 de junio de 2006      | Solna      | Suecia | Bandera de Suecia | 1:1 (1:0) | Bandera de Chile          | Chile          |

### Primera fase
| Equipo            | Pts | PJ | PG | PE | PP | GF | GC | Dif |
| ----------------- | --- | -- | -- | -- | -- | -- | -- | --- |
| Inglaterra        | 7   | 3  | 2  | 1  | 0  | 5  | 2  | +3  |
| Suecia            | 5   | 3  | 1  | 2  | 0  | 3  | 2  | +1  |
| Paraguay          | 3   | 3  | 1  | 0  | 2  | 2  | 2  | 0   |
| Trinidad y Tobago | 1   | 3  | 0  | 1  | 2  | 0  | 4  | -4  |

| 10 de junio de 2006, 18:00 | Trinidad y Tobago | 0:0     | Suecia | Signal Iduna Park, Dortmund                                           |                                                                       |
|                            |                   | Reporte |        | Asistencia: 62.959 espectadores Árbitro(s): Maidin Shamsul (Singapur) | Asistencia: 62.959 espectadores Árbitro(s): Maidin Shamsul (Singapur) |

| 15 de junio de 2006, 21:00 | Suecia        | 1:0 (0:0) | Paraguay | Estadio Olímpico, Berlín                                              |                                                                       |
|                            | Ljungberg 89' | Reporte   |          | Asistencia: 72.000 espectadores Árbitro(s): Luboš Michel (Eslovaquia) | Asistencia: 72.000 espectadores Árbitro(s): Luboš Michel (Eslovaquia) |

| 20 de junio de 2006, 21:00 | Suecia                    | 2:2 (0:1) | Inglaterra             | RheinEnergieStadion, Colonia                                        |                                                                     |
|                            | Allbäck 51' · Larsson 90' | Reporte   | Cole 34' · Gerrard 85' | Asistencia: 45.000 espectadores Árbitro(s): Massimo Busacca (Suiza) | Asistencia: 45.000 espectadores Árbitro(s): Massimo Busacca (Suiza) |

### Octavos de final
| 24 de junio de 2006, 17:00 | Suecia | 0:2 (0:2) | Alemania         | Allianz Arena, Múnich                                             |                                                                   |
|                            |        | Reporte   | Podolski 4', 12' | Asistencia: 66.000 espectadores Árbitro(s): Carlos Simon (Brasil) | Asistencia: 66.000 espectadores Árbitro(s): Carlos Simon (Brasil) |

### Participación de jugadores
| #  | Nombre                | Posición      | PJ | Min |   | Asist | Tiros  | Faltas |   |   |
| -- | --------------------- | ------------- | -- | --- | - | ----- | ------ | ------ | - | - |
| 2  | Mikael Nilsson        | Defensa       | 0  | 0   | 0 | 0     | 0      | 0-0    | 0 | 0 |
| 3  | Olof Mellberg         | Defensa       | 4  | 360 | 0 | 0     | 4      | 4-5    | 0 | 0 |
| 4  | Teddy Lučić           | Defensa       | 4  | 304 | 0 | 0     | 0      | 1-5    | 3 | 1 |
| 5  | Erik Edman            | Defensa       | 4  | 360 | 0 | 1     | 1      | 2-7    | 0 | 0 |
| 6  | Tobias Linderoth      | Mediocampista | 4  | 346 | 0 | 1     | 0      | 5-5    | 1 | 0 |
| 7  | Niclas Alexandersson  | Mediocampista | 4  | 360 | 0 | 0     | 0      | 2-5    | 1 | 0 |
| 8  | Anders Svensson       | Mediocampista | 1  | 61  | 0 | 0     | 0      | 0-1    | 0 | 0 |
| 9  | Fredrik Ljungberg     | Mediocampista | 4  | 360 | 1 | 0     | 6      | 17-4   | 1 | 0 |
| 10 | Zlatan Ibrahimović    | Delantero     | 3  | 206 | 0 | 0     | 9      | 3-7    | 0 | 0 |
| 11 | Henrik Larsson        | Delantero     | 4  | 360 | 1 | 0     | 10     | 3-4    | 1 | 0 |
| 13 | Petter Hansson        | Defensa       | 1  | 52  | 0 | 0     | 1      | 0-0    | 0 | 0 |
| 14 | Fredrik Stenman       | Defensa       | 0  | 0   | 0 | 0     | 0      | 0-0    | 0 | 0 |
| 15 | Karl Svensson         | Defensa       | 0  | 0   | 0 | 0     | 0      | 0-0    | 0 | 0 |
| 16 | Kim Källström         | Mediocampista | 4  | 226 | 0 | 0     | 5      | 1-5    | 0 | 0 |
| 17 | Johan Elmander        | Delantero     | 2  | 21  | 0 | 0     | 1      | 0-0    | 0 | 0 |
| 18 | Mattias Jonson        | Mediocampista | 4  | 140 | 0 | 0     | 2      | 2-5    | 1 | 0 |
| 19 | Daniel Andersson      | Mediocampista | 1  | 1   | 0 | 0     | 0      | 0-0    | 0 | 0 |
| 20 | Marcus Allbäck        | Delantero     | 4  | 167 | 1 | 1     | 7      | 6-9    | 2 | 0 |
| 21 | Christian Wilhelmsson | Mediocampista | 4  | 220 | 0 | 0     | 3      | 5-4    | 0 | 0 |
| 22 | Markus Rosenberg      | Delantero     | 0  | 0   | 0 | 0     | 0      | 0-0    | 0 | 0 |
| #  | Nombre                | Posición      | PJ | Min |   | Prom. | Atajos | Faltas |   |   |
| 1  | Andreas Isaksson      | Portero       | 3  | 270 | 4 | 1,33  | 15     | 0-0    | 0 | 0 |
| 12 | John Alvbåge          | Portero       | 0  | 0   | 0 | 0     | 0      | 0-0    | 0 | 0 |
| 23 | Rami Shaaban          | Portero       | 1  | 90  | 0 | 0     | 0      | 0-0    | 0 | 0 |

## Curiosidades
- Marcus Allbäck anotó el gol número 2.000 de la historia de las Copas Mundiales, durante el partido ante Inglaterra.
- El mediocampista Daniel Andersson fue el futbolista que jugó menos tiempo durante esta Copa Mundial: 1 solo minuto, ingresando durante el 91' del partido ante Inglaterra.